# Bathyarca grenophia
Bathyarca grenophia är en musselart som beskrevs av Risso 1926. Bathyarca grenophia ingår i släktet Bathyarca och familjen Arcidae. Inga underarter finns listade i Catalogue of Life.